# Zdjelična pregrada
Zdjelična pregrada (lat. diaphragma pelvis) je mišićna pregrada smještena u stražnjem dijelu zdjelice (dno zdjelice). Kroz zdjeličnu pregradu prolazi ravno crijevo (lat. rectum).
Zdjeličnu pregradu čine sljedeći mišići:
- mišić podizač čmara - lat.  musculus levator ani
- vanjski čmarni mišić podizač - lat. musculus sphincter ani externus
- musculus coccygeus